# Індійські лопатеві черепахи
Індійські лопатеві черепахи (Lissemys) — рід черепах з роду Трикігтеві черепахи родини М'якотілі черепахи. Має 2 види. Один з стародавніх родів м'якотілих черепах.

## Опис
Загальна довжина представників цього роду коливається від 25 до 40 см. Голова трохи витягнута. очі великі. Присутній невеликий хоботок. Панцир майже округлий, за формою нагадує лопаті. Лапи невеликі з плавальними перетинками.
Забарвлення карапаксу коричневе, буре. Платрон білого, жовтуватого або кремового кольору. Шкіра має сіруватий або оливковий колір.

## Спосіб життя
Полюбляють річки, озера, струмки, озера, болота. Значну частину проводять у воді. Ховаються серед бруду або мулу на дні водойм. Харчуються рибою, земноводними, молюсками, водяними рослинами, травою.
Самиці відкладають до 20 яєць. За сезон буває від 2 до 3 кладок. Інкубаційний період триває до 15 місяців.

## Розповсюдження
Мешкають у Пакистані, Індії, Непалі, Бангладеш, М'янмі, Таїланді, на о.Шрі-Ланка.

## Види
- Lissemys punctata
- Lissemys scutata